# Elodie Edwards-Grossi
Elodie Edwards-Grossi est une sociologue et historienne française née en 1990.
Ses recherches portent principalement sur le racisme médical et le racisme scientifique aux États-Unis et sur les inégalités environnementales et de santé auxquelles sont confrontées les personnes racisées.

## Biographie
En 2018, Elodie Edwards-Grossi soutient à l'université Paris Diderot sa thèse de sociologie intitulée Bad Brains : race et psychiatrie de la fin de l'esclavage à l'époque contemporaine aux Etats-Unis. Sa thèse montre la longue histoire des pratiques de discrimination raciale en médecine aux États-Unis et la construction de l’apartheid médical dans les hôpitaux du Sud depuis la fin du XIXe siècle. Préparée en partie aux États-Unis à UCLA, et à Tulane University en tant que boursière Fulbright et Georges Lurcy, ce travail retrace les différents régimes par lesquels la notion de race a été jugée pertinente par les psychiatres pour naturaliser les différences corporelles de la fin de l’esclavage jusqu’à l’époque contemporaine. La thèse obtient le prix de thèse AFEA-Fulbright 2020, le prix interface Sciences/Humanités de PSL et le prix du Conseil départemental de la Haute-Garonne en 2021.
Cette thèse donne lieu à un premier ouvrage publié aux Presses universitaires de Rennes en 2021 sous le titre Bad Brains. La psychiatrie et la lutte des Noirs américains pour la justice raciale, XXe-XXIe siècles. Se situant au carrefour de l'histoire de la médecine et des dispositifs de contrôle des corps racialisés, mais aussi de la sociologie de la santé mentale, l'ouvrage s’appuie sur deux sources principales : d’une part différentes archives de centres de soins, d’autre part une enquête de terrain réalisée en 2015 et 2016 en Californie auprès de psychiatres et de personnels soignants à Los Angeles. L’étude débute avec les années 1920 et se concentre sur les institutions de soins (hôpitaux, cliniques privées, etc.) en Californie, de New-York, et du Massachusetts, États au sein desquels s’installent les Africains-Américains à partir du tournant du XXe siècle, lors des différents épisodes de la Grande migration, quand ils quittent les États du Sud anciennement esclavagistes.
À la suite de ce premier livre, elle publie un deuxième ouvrage intitulé Mad with Freedom. The Political Economy of Blackness, Insanity, and Civil Rights in the U.S. South, 1840–1940 chez Louisiana University Press en 2022. Traitant de la médicalisation des patients noirs des années 1840 aux années 1940 dans les hôpitaux et asiles psychiatriques situés dans les États du Sud, l’ouvrage révèle la politisation de la science et des pratiques psychiatriques, notamment en relation avec les notions de citoyenneté, de responsabilité et de droits civiques. Ce faisant, le livre appréhende les expériences de vie des patientes et patients en Virginie, en Caroline du Nord et en Louisiane, à une période où les tensions politiques autour de l’émancipation des anciens esclaves battent leur plein. Le livre obtient en 2023 le prix Jules and Frances Landry Award qui couronne le meilleur ouvrage consacré à la région du sud des États-Unis.
Agrégée d'anglais, elle est nommée en 2019 maîtresse de conférences au laboratoire CAS de l'université Toulouse Jean Jaurès.
En 2021, elle intègre le laboratoire IRISSO en tant que maîtresse de conférences à l'Université Paris-Dauphine.
Elle est nommée membre junior de l'Institut universitaire de France pour la période 2023-2028.

## Publications
- Elodie Edwards-Grossi, Bad Brains. La psychiatrie et la lutte des Noirs américains pour la justice raciale, XXe-XXIe siècles, Rennes, Presses universitaires de Rennes, 2021, 286 p. (ISBN : 2753582084)
- Elodie Edwards-Grossi, Mad with Freedom. The Political Economy of Blackness, Insanity, and Civil Rights in the U.S. South, 1840–1940, Baton Rouge, LSU Press, 2022, 246 p. (ISBN : 9780807177747)
- Elodie Edwards-Grossi, “'Je ne vois rien, je ne sens rien' : ethnographie du racisme environnemental et de la banalisation de la pétrotoxicité en Californie", Revue française des affaires sociales, vol. 235, n°1, p. 231-250, http://dx.doi.org/10.3917/rfas.241.0231
- Elodie Edwards-Grossi et Christopher D.E. Willoughby, “Slavery and Its Afterlives in U.S. Psychiatry, American Journal of Public Health”, vol. 114, n°S3, p. S250-S257, http://dx.doi.org/10.2105/AJPH.2023.307554
- Elodie Edwards-Grossi et Joan Donovan, “Goffman against DNA: genetic stigma and the use of genetic ancestry tests by white nationalists, New Genetics and Society: Critical Studies of Contemporary Biosciences, vol. 43, n°1, 2024, http://dx.doi.org/10.1080/14636778.2024.2332307
- Elodie Edwards-Grossi, “La psychiatrie de ville après la Grande Migration : Le cas de la clinique Lafargue à New York à la fin des années 1940”, Histoire, médecine et santé, n°20, p. 109-120, http://dx.doi.org/10.4000/hms.5316